# گس مالزی
گس مالزی (انگلیسی: Gas Malaysia) شرکت توزیع گاز مالزیایی است، که در سال ۱۹۹۲ تأسیس شد.